# Лащовая
Лащо́вая (укр. Лащова, ранее так же Лащева) — село в Тальновском районе Черкасской области Украины.
Население по переписи 2001 года составляло 556 человек. Почтовый индекс — 20415. Телефонный код — 4731.

## Местный совет
20415, Черкасская обл., Тальновский р-н, с. Лащовая, ул. Школьная, 50

## История
В XIX веке село Лащовая было в составе Шаулихской волости Уманского уезда Киевской губернии. В селе была Богословская церковь.